# 王兆相
王兆相（1909年—2009年），中国人民解放军将领、中国人民解放军开国少将。
曾任中国人民解放军后勤学院后勤组织系主任。1955年，授予中国人民解放军少将。